# Rojo (singolo)
Rojo è un singolo del cantante colombiano J Balvin, pubblicato il 27 febbraio 2020 come terzo estratto dal quinto album in studio Colores.

## Video musicale
Il video musicale, diretto da Colin Tilley, è stato reso disponibile il 28 febbraio 2020, un giorno dopo dell'uscita del singolo.

## Tracce
Testi e musiche di J Balvin, Justin Quiles, O'Neill, Sky Rompiendo e Taiko.
1. Rojo – 2:30

## Formazione
Musicisti
- J Balvin – voce

Produzione
- Taiko – produzione
- Sky Rompiendo – produzione, produzione vocale, co-produzione
- Alejandro Patiño – produzione vocale, registrazione
- Joe Iglesias – registrazione
- Esteban Higuita Estrada – assistenza alla registrazione
- Josh Gudwin – missaggio

## Classifiche

### Classifiche settimanali
| Classifica (2020)     | Posizione massima |
| --------------------- | ----------------- |
| Argentina             | 11                |
| Colombia              | 1                 |
| Costa Rica            | 1                 |
| Italia                | 79                |
| Messico               | 3                 |
| Panama                | 51                |
| Perù                  | 58                |
| Portogallo            | 80                |
| Repubblica Dominicana | 5                 |
| Spagna                | 2                 |
| Stati Uniti           | 108               |
| Svizzera              | 40                |

### Classifiche di fine anno
| Classifica (2020) | Posizione |
| ----------------- | --------- |
| Colombia          | 1         |
| Costa Rica        | 4         |
| Guatemala         | 6         |
| El Salvador       | 7         |
| Panama            | 7         |
| Spagna            | 22        |